# Bibliothèque Chiroux
La Bibliothèque Chiroux était la principale bibliothèque publique de Liège. Avec plus d'un million de documents, il s'agissait de la plus grande bibliothèque publique belge francophone, tant au niveau de ses collections que de son personnel. 
En 2023, la bibliothèque ferme ses portes et les collections sont transférés dans le nouveau bâtiment, le B3, en Outremeuse.

## Historique
Une bibliothèque itinérante en province de Liège est créée en 1921 afin de fournir des lots de livres aux bibliothèques locales. Une bibliothèque pour adultes ouvre en 1936, rue Darchis à Liège avant de déménager boulevard Piercot en 1948. La bibliothèque propose alors une salle de lecture, une section pour les adultes et une autre pour les enfants. Une section pour les adolescents voit le jour en 1955. 
À partir de 1972, la Province de Liège entame une collaboration avec la Ville de Liège pour cogérer la bibliothèque, installée depuis deux ans dans la rue des Croisiers. Dans les années 1980, la bibliothèque devient la première de la Communauté française de Belgique à être totalement informatisée. 
En 2005, à la suite de problèmes financiers de la Ville de Liège, la Province de Liège reprend seule la gestion de la bibliothèque Chiroux. L'année suivante, un réseau informatique est créé autour d'un nouveau logiciel (Aleph). D'autres bibliothèques intègrent le réseau et un catalogue collectif des bibliothèques de la province de Liège est mis en ligne. 
À partir de 2012, la bibliothèque propose à l'emprunt des liseuses électroniques ainsi que l'accès à une plateforme de livres en consultation en ligne. La section de prêt pour adultes est également avec équipée d'un nouveau système automatisé grâce à l'utilisation de la RFID. L'année suivante, la bibliothèque propose le téléchargement de livres numériques à partir d'une plateforme de prêt en ligne. 
En novembre 2014, une section supplémentaire est ouverte : une artothèque qui prête gratuitement des œuvres d'art au grand public.
En 2014, la Bibliothèque Chiroux est la plus grande bibliothèque publique reconnue par la Fédération Wallonie-Bruxelles. L’ensemble de ses sections rassemble environ un million de documents (livres, CD, DVD, revues, journaux, œuvres d'art, etc.).
En 2023, la bibliothèque déménage au B3 sur l'ancien site de l'hôpital de Bavière.

## Anciens fonds
De 1970 à 2005, la Bibliothèque des Croisiers-Chiroux abritait le fonds Ulysse Capitaine qui a déménagé en 2010 dans des nouveaux locaux en Féronstrée à Liège. Elle abritait également le Fonds d'histoire du Mouvement wallon et la Bibliothèque des dialectes de Wallonie, aujourd'hui transférés au sein des collections du Musée de la vie wallonne de Liège.